# Kragerø
Kragerø (wymowaⓘ) – norweskie miasto i gmina leżąca w regionie Telemark.
Kragerø jest 273. norweską gminą pod względem powierzchni.

## Demografia
Według danych z roku 2005 gminę zamieszkuje 10 529 osób. Gęstość zaludnienia wynosi 34,25 os./km². Pod względem zaludnienia Kragerø zajmuje 97. miejsce wśród norweskich gmin.
| ludność stan na 1 stycznia 2005 |         |           |        |
|                                 | kobiety | mężczyźni | razem  |
| osób                            | 5221    | 5308      | 10 529 |
| %                               | 49,59%  | 50,41%    | 100%   |

| wykształcenie stan na 1 października 2004 |        |         |        |        |
|                                           | podst. | średnie | wyższe | niezn. |
| osób                                      | 1923   | 5091    | 1443   | 135    |
| %                                         | 22,38% | 59,25%  | 16,79% | 1,57%  |

## Edukacja
Według danych z 1 października 2004:
- liczba szkół podstawowych (norw. grunnskolar): 10
- liczba uczniów szkół podst.: 1356

## Władze gminy
Według danych na rok 2011 administratorem gminy (norw. rådmann) jest Ole Magnus Stensrud, natomiast burmistrzem (norw. ordfører, d. borgermester) jest Kåre Preben Hegland.